# Tập đoàn công nghiệp kẽm tổng hợp Triều Tiên
Tập đoàn công nghiệp kẽm tổng hợp Triều Tiên (tiếng Hàn: 조선아연공업총회사) là một tập đoàn công nghiệp và khai thác mỏ của Bắc Triều Tiên có trụ sở chính đặt tại thủ đô Bình Nhưỡng. Nhóm sản xuất kẽm, chì, vàng thỏi cơ sở, cô đặc chì, quặng kẽm, cadmium, arsenic, dư lượng kẽm và quặng đồng được phục vụ để xuất khẩu và tiêu dùng trong nước. Tập đoàn này nhập khẩu một số phụ kiện công nghiệp và khai thác mỏ, bao gồm thuốc thử hoá chất công nghiệp và thức ăn chăn nuôi.